# Älandsbro
Älandsbro is een plaats in de gemeente Härnösand in het landschap Ångermanland en de provincie Västernorrlands län in Zweden. De plaats heeft 834 inwoners (2005) en een oppervlakte van 153 hectare. De plaats ligt iets ten noorden van de stad Härnösand aan het Älandsfjärden, een baai van de Botnische Golf. De Europese weg 4 loopt door de plaats.